# アエルマッキ S-211
アエルマッキ S-211
フィリピン空軍のS-211
- 用途：練習機
- 製造者：SIAI-マルケッティ（現アレーニア・アエルマッキ）
- 運用者：
  -  シンガポール（シンガポール空軍）
  -  フィリピン（フィリピン空軍）
- 初飛行：1981年4月10日
- 生産数：60機
- 運用開始：1984年

アエルマッキ S-211 (Aermacchi S-211) は、元々イタリアのSIAI-マルケッティ社でS.211として開発されたジェット軍用練習機である。約60機が海外の空軍に販売された。1997年にアエルマッキ社が製造権を購入し、現在はアレーニア・アエルマッキ社で改良型M-345が開発されている。

## 設計と開発
SIAI・マルケッティ社は自社のSF-260 ピストンエンジン練習機を使用している既存ユーザーである小国の空軍に採用されることを見込んで、1976年に基本練習機S.211の開発作業をプライベートベンチャーとして始めた。翌年にパリで正式発表され、十分な反響を得たため2機の試作機を製造することになった。最初の試作機は1981年4月10日に初飛行し、1983年にシンガポール空軍が最初に10機を発注した。
S-211はプラット・アンド・ホイットニー・カナダ JT15D-4C ターボファンエンジンを1基搭載し、引き込み式首車輪降着装置を持ったタンデム複座・片翼配置の単葉機である。ジェット練習機としては小型軽量にまとめつつも、M0.8級の性能を有し、当時の最新アビオニクスも備えていた。多くの軍用練習機と同様に、本機は副次的に近接支援任務をこなせるように考慮されており、翼下に4つのハードポイントを設けていた。
S-211AはS-211を小改良し近代化した派生型で、アメリカ合衆国の統合基本航空機訓練システム計画(JPTATS）に応募したが7機種がエントリーした結果、ビーチクラフト/ピラタスが提案したPC-9 Mk.II選ばれ、これが後にT-6 テキサン II になった。S-211はグラマン社、1994年以降はノースロップ・グラマン社との共同提案であった。

## 派生型
S-211約60機が製造された最初の量産型。ハイチ空軍、フィリピン空軍、シンガポール空軍が運用。
S-211Aアメリカ合衆国の統合基本練習機システム（Joint Primary Aircraft Training System、JPTATS）にグラマン社と共同提案したモデル（2機の試作機が元ハイチ空軍機から換装）。
アレーニア・アエルマッキ M-3452004年にアエルマッキ社により発表された近代化、アップデートされたモデル（2機製造）。イタリア空軍に採用。

## 運用
S-211は純粋な輸出用であったため、イタリア本国では採用されていない。
 フィリピン
- フィリピン空軍 (PAF)：補修部品としての半完成品の機体を1機分と現地のフィリピン航空開発社（Philippine Aerospace Development Corporation）で組み立てられた15機を含む25機[2]。事故や老朽化のために14機にまで機体が減少し、僅かに4機が飛行可能となっている。[3][4][5]。
  - 第105訓練飛行隊
  - 第7戦術戦闘飛行隊

 シンガポール
- シンガポール空軍 (RSAF)：現地のシンガポール航空工業社（Singapore Aircraft Industries）で組み立てられた24機と損耗分の補充として購入した元ハイチ空軍機2機を含む32機[2]。
  - 第130飛行隊：25機が作戦運用中（事故のため7機が損耗）。2008年4月から第130飛行隊は新たに購入したピラタス PC-21に順次更新中[6]。
  - 第131飛行隊：RSAF 飛行訓練学校がピアース空軍基地（オーストラリア）へ移転後、1996年に解隊。残存機体は原隊へ委譲[7]。

### 以前の運用
ハイチ
- ハイチ空軍 (HAF)：1985年6月に4機を受領。1990年4月23日に全機の売却を告知[8]。

### 民間
アメリカ合衆国
- 2機の中古機が民間企業で運用中[9][10]。

## 事故と事件
1992年9月21日にフィリピン空軍の機体がパラワンのアントニオ・バティスタ空軍基地から離陸後、海に墜落。フィリピン空軍では乗員と機体の双方とも行方不明と発表。

## 要目

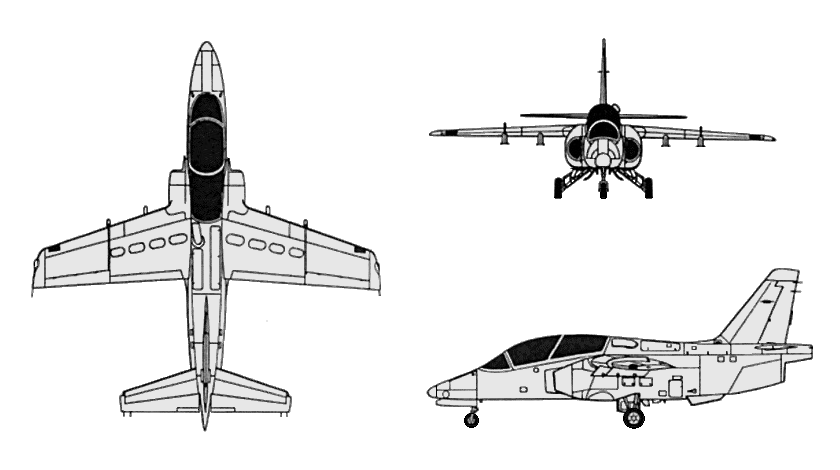
三面図

（S-211）Jane's All the World's Aircraft 1988-89 
- 乗員：2名
- 全長：9.31 m (30 ft 6½ in)
- 全幅：8.43 m (27 ft 8 in)
- 全高：3.8 m (12 ft 5½ in)
- 翼面積：12.6 m² (135.63 ft²)
- 空虚重量：1,850 kg (4,070 lb)
- 最大離陸重量：2,750 kg (6,050 lb)
- 馬力重量比：0.413:1
- エンジン：1 × プラット・アンド・ホイットニー・カナダ JT15D-4C ターボファンエンジン　11.12 kN (2,500 lbf)
- 最大速度：667 km/h (360 knots, 414 mph)
- 超過禁止速度：マッハ 0.8 (740 km/h, 400 knots, 460 mph)
- 失速速度：138 km/h (74 knots, 86 mph)
- 巡航高度：12,200 m (40,000 ft)
- 航続距離：1,668 km (900 nm, 1,036 miles)
- 上昇率： 21 m/s (4,200 ft/min)
- 制限荷重： +6g (+58.9 m/s²) /−3.0g (−29 m/s²)

- 武装
  - ガンポッド、爆弾、ロケット弾 等　4箇所のハードポイントに660 kg (1,455 lb)まで

### 書籍
- The Illustrated Encyclopedia of Aircraft (Part Work 1982-1985). Orbis Publishing
- Taylor, John W R (1988). Janes All the World's Aircraft 1988-89. Coulsdon, Surrey, UK: Jane's. ISBN 0 7106-0867-5